# ダイラタンシー
ダイラタンシーまたは剪断増粘性は、ある種の混合物が示す、遅い剪断刺激には液体のように振る舞い、より速い剪断刺激に対してはあたかも固体のような抵抗力を発揮する性質である。この現象が起こる物体をダイラタント流体、ダイラタンシー流体、剪断増粘流体といい、非ニュートン流体の一種である。
イギリスの物理学者のオズボーン・レイノルズによって発見されたことから、レイノルズ現象とも呼ばれる。

## 概要

### 定義
すべての物質は固体・液体・気体に分けられる。しかし、砂・砂利・土・穀物・小麦粉・セメントなどの性質はある大きさの1個の固体の性質とは違っている。これらは粉粒体と呼ばれ、その性質が研究され、また利用されている。粉粒体の性質を初めて科学的に研究したのはマイケル・ファラデーと言われる。粉粒体の性質で固体と著しく違うものに体積の変化がある。これはオズボーン・レイノルズにより初めて研究された。
1885年に出版された論文で、レイノルズは、「稠密に充填されしなやかな袋に入れられた粉粒体は、袋が変形する際に必ず体積が増える。袋が変形できるものであっても伸縮性がない場合には、加えた力によって袋が破れてしまうか粉粒体の粒子が壊れてしまうまで、どんな変形も不可能である」と観察結果を報告している。この観察結果は、今なお、粉粒体の物理の最も重要な原理の一つであり続け、レイノルズの膨張の原理（dilatancy principle）として知られるようになった。それは、以下での実験にも見られる現象である。
濡れた砂浜を歩くと、足跡のまわりが乾いて見える現象は膨張の原理で説明できる。即ち、足が地面を押えつけると砂は局所的に体積を増やして変形し、そのため粒子間の間隙が増えて、それが表面の水を吸い込むため、まわりが乾いたかのような錯覚を与える。ここで特筆すべきことは、レイノルズの原理の前提、特に粉粒体が「稠密に充填されている」という条件は、絶対に欠かせないことである。体積が変化するのは粒子の配列が変わるためであり、固体・液体・気体の体積は全方向から圧縮すると変わる（圧縮力が減ると増える）が、粉粒体は剪断するだけで増える。
このようにダイラタンシーはもともとは粉粒体の体積（容積）が変化することであるが、粉粒体のすき間にある液体や気体が体積変化に伴って粉粒体から急に出たり吸いこまれたりすることにより、予想しにくい現象が起きるため、そちらが注目されるようになった。例えば濡れた手ぬぐいを絞ると水が出てくるが、濡れた砂に急に力を加えると砂から水が引いて乾いて見える。「少量の液体を含んだ粗大粒子系が急激な歪みをうけることにより硬化する現象はダイラタンシーといわれる」という定義が出てくる。

### 負のダイラタンシー
ゆるく堆積した砂層などは、逆に振動を受けて体積が減することがある。これを負のダイラタンシーという。負のダイラタンシーにより粒子間に含まれている液体が余分になり、これが潤滑剤の作用をして強度が著しく減る。軟弱地盤の砂層が地震の時液状化して、地表が陥没したり、建物が傾いたりして大きな被害が生じることもある。雪崩や地震などの現象にも負のダイラタンシーが関係している。(※→チキソトロピーも参照)
ダイラタンシーの作用で液体を吸いこんで固化したものも、外力を除けば再び流動性を回復する。沈澱反応でつくった微細紛末を濾そうとして減圧にすると、液が表面から消えるが下へは出てこない。減圧をやめると再び表面に惨み出てくる。こうしていつまでも引けないことがある。ジャガイモ澱粉（片栗粉）を少量の水でペーストにする。これは静かに流れる高粘性流体であるが、手で強く掴むと瞬峙に表面の水が吸いこまれてもろい固体となって割れる。破片は机上に落ちて再び流れてひろがる。
例えば、おなじ大きさの球形粒子の水を吸った状態を考える。立体幾何学的な計算によると最密充填（六方晶系充填）では空隙率は25.95％である。この空隙を埋めるに足る水があれば系は静かに流れることができる。ところが急激な強い外力が加えられると粒子が粗な充填位置に移動し、最粗充填すなわち等軸晶系充填になると空隙率は47.64％になる。ゆえに水は全部内部へ吸いこまれてまだ足りず、水分のない状態でこすり合う粒子ができる。表面の水が中へ吸いこまれ、体積が幾分膨張し、流動性が失われてもろい固体となるのはこのためである。
粉粒体と言うより懸濁液という方が近い状態でも、ダイラタンシーの影響で普通の液体とは違う現象が起きる。そこで「粘度が剪断速度増大によって上昇する現象をダイラタンシーという」という定義がFreundlichにより、レオロジーの立場から定義を拡張して使われるようになった。
ダイラタンシー（剪断濃密化とも）材料、ダイラタンシー液体という言葉がずりひずみ速度が大きくなると粘度が上昇するものに対して使われることもある。Shear thickening fluid (STF)という言い方もある。

## 原理
ダイラタント流体は一般に、液体と、固体の粉末粒子の、混合物である。この流体に外力が加えられて、圧縮されて粒子の隙間がなくなった状態で、さらに大きな剪断応力が働くと、粒子が最も密度が高い充填状態とは異なる、体積が増す位置に無理やり動かされようとすることに対して強い抵抗を示す。外力（圧縮力）と拮抗する内部抵抗力（体積変化=膨張、に伴う力=ダイラタンシー）が生じると、全体として、剪断応力に対してまるで固体のような抵抗を示す状態に移行する。しかし外力を加えるのを止めてしまえば、粒子の隙間が広がって、圧縮力と対向する力がともに働かなくなり、元の液体の状態に戻る。
砂、穀物、小麦粉などの集合を粉粒体という。粉粒体で粒子を球とすると、正方配列では空隙率0.4764、六方最密配列では空隙率0.2594になる。剪断や振動により配列が変わると空隙率が例えば47％から26％に変わるというようなことが起こりえるのが粉粒体の特徴である。
8個の球からなる立方体を考えると、配列の仕方により球の中心を結ぶ立方体の体積と球の体積（8ヶの隅にある球の体積を足すと1個分になる）、その比率などは次のようになる。
| 配列                                                                                   | 底面積            | 高さ            | セル体積 V       | 球体積Vs            | 空隙体積 V = V - Vs | 充填率 Vs /V | 空隙率 n = V /V | 配列数 |
| -------------------------------------------------------------------------------------- | ----------------- | --------------- | ---------------- | ------------------- | ------------------- | ------------ | --------------- | ------ |
| 立方配列（立方最粗、simple cubic）                                                     |                   |                 | 8r3              | (4/3)πr3 = 4.1888r3 | 3.8112r3            | 0.5236       | 0.4764          | 6      |
| 正斜方配列(Orthorhombic)                                                               | 4r2               | √3 r            | 4√3r3 = 6.9282r3 | 4.1888r3            | 2.7394r3            | 0.6046       | 0.3954          | 8      |
| 菱面体(rhombohedral)または面心立方(face centered cubic)または六方最密(hexagonal close) | 4r2               | √2 r = 1.4142 r | 5.6568r3         |                     |                     | 0.7405       | 0.2595          | 12     |
| 楔形四面体(tetragonal-sphenoidal or wedge-shaped tetrahedron)                          | 2√3 r2 = 3.4641r2 | √3 r = 1.7320 r | 6r3              |                     |                     | 0.6981       | 0.3019          | 10     |

砂浜の例は次のようになる。半径a の砂または泥粒子が気中または水中で沈澱して層をなしている場合を考える。水平には間隔h で並び、上下には互いに接触している。計算を簡単にするため粒子はある面内に並んでいるとする。粒子4ヶでつくる単位体は
- 面積：A = L h /2
  - L = 4a cos(θ/2)
  - h = 4a sin(θ/2)
- V = 4a2 sinθ

| θ      | 60°    | 70°    | 80°    | 90°    | 100°   | 110°   | 120°   |
| ------ | ------ | ------ | ------ | ------ | ------ | ------ | ------ |
| L 幅   | 3.4641 | 3.2766 | 3.0641 | 2.8284 | 2.5711 | 2.2943 | 2.0000 |
| h 高さ | 2.0    | 2.2943 | 2.5711 | 2.8284 | 3.0641 | 3.2766 | 3.4641 |
| A 面積 | 3.4641 | 3.7587 | 3.9390 | 4.0000 | 3.9390 | 3.7587 | 3.4641 |
| S 粒子 | 3.1416 | 3.1416 | 3.1416 | 3.1416 | 3.1416 | 3.1416 | 3.1416 |
| V 空隙 | 0.3225 | 0.6171 | 0.7974 | 0.8584 | 0.7974 | 0.6171 | 0.3225 |

鉛直に力を加えると、頂角θが増え、高さh が減り、幅L と面積A （体積V ）が増える。すなわちダイラタンシーが起きる。実際は立体的だから、空隙率26％から47％へと変化する程度である。

## 代表例

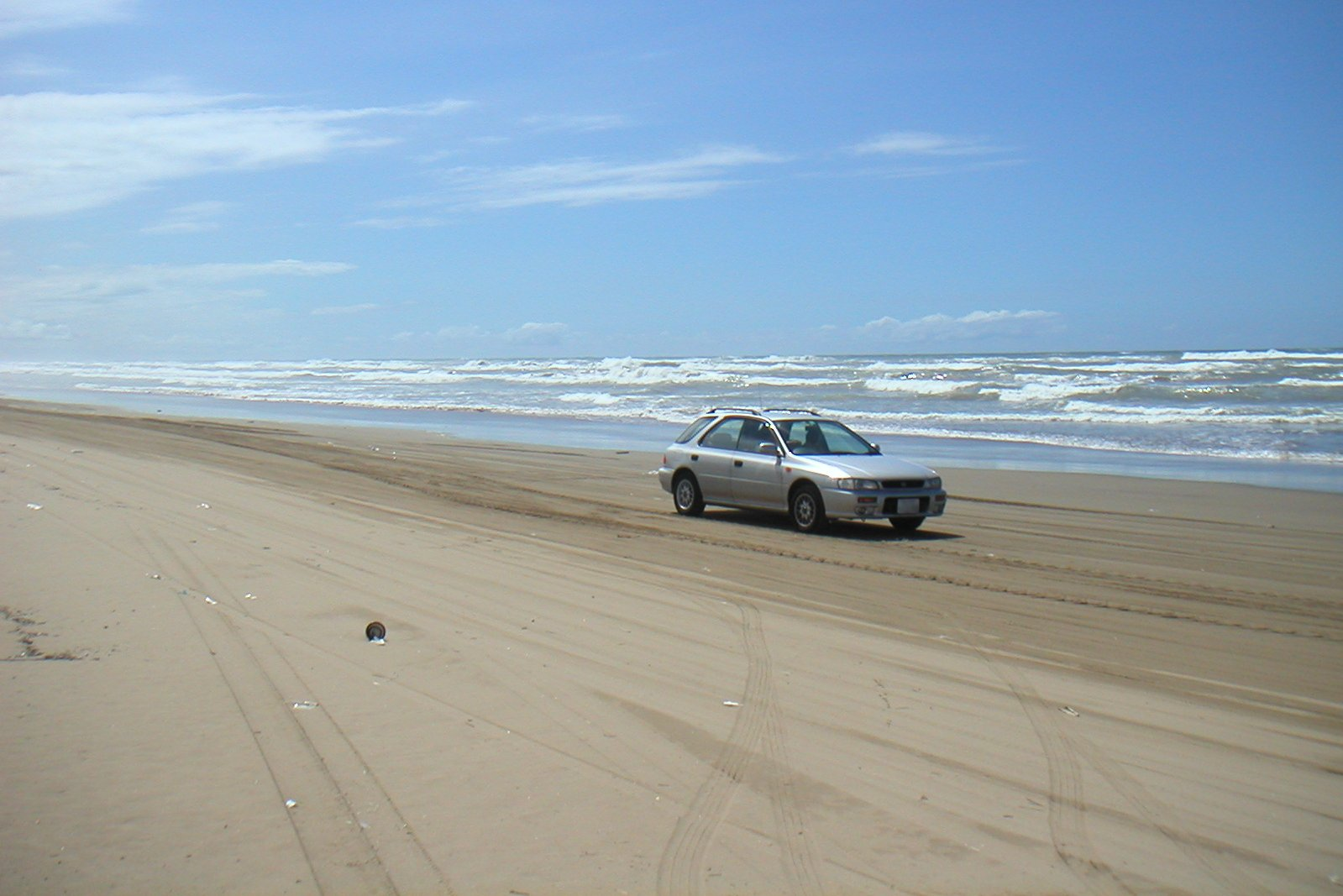
千里浜

- この現象の見られる砂浜を足で踏み付けたり押さえ付けたりすると砂は硬くなり、海水を含むと更に硬くなる。普通の乾いた砂浜では、自動車のタイヤは滑りこんで駆動輪が埋まってスタックしたり、操舵ができなくなるのだが、この現象があるところでは砂が硬いため、自動車で通行したり砂浜に駐車することができる。石川県の羽咋市から宝達志水町にかけての千里浜なぎさドライブウェイの砂浜が有名。
- 流砂の上を素早く歩く[5]。歩かずに静止すると沈む。

### ウーブレック
ウーブレックとは、およそ水1：片栗粉1の水溶き片栗粉である。
水に片栗粉かコーンスターチを入れて、しばらく混ぜる。うまく水の量を調節すると、その液体を握ると固体のようになり、手の中で硬くなるし握り潰せばヒビが入るようになる。しかし握るのをやめると再び液体状になり、指の間から流れ落ちる。これが、最も一般的な作り方である。また炭酸カルシウムとベンゼンとデンプンを混ぜても作れるが、ベンゼンは有毒で燃焼性が高く危険なので通常の実験で行うのはやめたほうがよい。

### リキッドアーマー
2018年現在、ダイラタンシーを応用した新素材はまだ研究中である。米BAE Systems社は、細かいセラミックの粒子を溶かした液体をケブラー素材に染み込ませることで「リキッドアーマー」と呼ばれる防弾チョッキを開発しようとしているが、まだ実現されていない。youtube等にある「リキッドアーマー」とされる動画は、BAE Systems社の”コンセプト動画”(CG)やあるいはニュース番組等が制作したCGであって、2018年現在、実際に「リキッドアーマー」のような防弾素材が実用化されているわけではないことには強く留意する必要がある。
科学的には、ケブラー繊維に染みこませたダイラタント流体はすでに流体ではなく、そのような物体がダイラタンシーをもつかについては不明である。米BAE Sysytems社は「可能である」と主張している。

### 古来の伝承
素早く足を動かせば、沼地の水面上を沈まずに歩くことができる、ダイラタンシーの効果を利用した移動テクニックは、古い時代には神が起こす奇跡と受け取られていたようである。以下に伝承の例を二つ示す。
斎の巫女の水面歩行術
その昔、斎の巫女が厳島神社の海上に浮かぶ大鳥居を、徒歩でくぐる神事を行うとき、海面上を歩いたという伝承がある。神通力によって成し得たことと言い伝えられてきた。
導通宮の社史
天正10年（1582）6月4日、難攻不落の沼城であった備中高松城が、秀吉の水攻めによって落城の憂き目に遭ったとき、清水宗治の次男長九朗が城からの脱出を試み、かねてから信仰していた道通様に祈ったところ、神使とされる一匹の白蛇が現れて、沼の上を先導して道を示したことで、浅口群西大島御滝山まで無事逃れる事ができたという伝説が、沖田神社導通宮に残されている。素早く足を動かせば泥の中に足が沈まないことを知らなかった敵兵は、まともに追撃出来なかったという伝承も残る。帰農した長九朗の子孫が御滝山の麓で導通宮を祭っていたが、寛政12年（1800）4月12日、新田開発のため沖田新田へと移住したとき、導通宮は沖田神社境内へ移され、末社に加えられて今日に至る。今でも導きの神として広く信仰を集めているが、ダイラタンシーを活用した水田や沼地の移動手段が、戦国時代の昔から、神の加護による奇跡と捉えられて、今日まで伝承されてきた一例である。

## 流体の構造

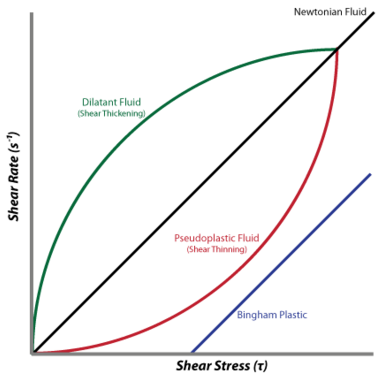
4種類の流体の剪断応力（横軸）と剪断速度（縦軸）の関係

ダイラタント流体は、液体と粒子を混ぜると粒子が最密充填の詰まり方になり、粒子と粒子の間に水があり潤滑剤の役目をして液体のように流れる。最密充填は外からの力に弱く、上の粒子が下の粒子と反発して動かなくなる。
ダイラタンシーは、不揃いの粒子（浜辺の砂やα澱粉粒子）の隙間に液体が入り込んだ物体に剪断応力（ずり応力、ストレス）が与えられるときに膨張することで起こる。これは、液体を満たした不揃いの粒子が、それを摺り合わせる力となる剪断応力によって回転したときに、互いに出っ張ったところが「かみ込む」ことでつっかえて広がろうとする。ところが隙間は液体が充填されているので、この空間を拡張しようとすると液体に陰圧がかかる。この陰圧による張力が粒子を引き寄せる力となり、膨らみながら粘度が増大する現象である。
ダイラタンシーはオストワルド式（冪乗法則）S = k Dn において、剪断応力（ずり速度、または剪断ひずみ）D の指数n が 1 よりも大きい場合を指す。ちなみにn = 1 の場合をニュートン流動（粘性流動）といい小分子の液体の多くはこの性質を持つ。また、n < 1 の場合を擬粘性流動といい、濃度 1 % 以下の高分子の溶液やクリームはこの性質を示す。
なお、片栗粉（古くはカタクリという植物の根の粉末だが、今日ではジャガイモから製される）やコーンスターチの澱粉はグルコースの繊維であるアミロースとアミロペクチンからなる。